# Scarecrow (Fernsehfilm)
Scarecrow ist ein US-amerikanischer Fernsehfilm aus dem Jahr 2013.

## Handlung
Die sechs Schüler Calvin, Daevon, Nikki, Tyler, Maria und Beth werden von ihrem Lehrer, Aaron Harris, dazu bestraft, die Farm seiner Freundin Kristen zu renovieren. Als plötzlich Kornkreise in den Feldern rund um die Farm erscheinen, erzählt Tyler die grausige Legende von einer Vogelscheuche, die versucht, alle Menschen in ihrer Nähe zu töten. Kaum wird es Nacht, müssen die verängstigten Teenager am eigenen Leib erfahren, dass es sich bei der Geschichte nicht bloß um ein schauriges Märchen handelt.
Auf Harris Anweisung sollen die Schüler aus einem verlassenen Maisfeld Material für das 100. Vogelscheuchenfest sammeln. Dabei wird plötzlich Calvin vermisst und wenig später, an eine alte Vogelscheuche gebunden, wiedergefunden. Kristen, Eddie und Daevon beginnen, Calvin loszubinden, als Beth, von einer unbekannten Macht gepackt, in das Maisfeld gezogen wird. Harris fordert Maria, Calvin und Daevon auf, zu bleiben, wo sie sind, während er, Kristen und Eddie sich aufmachen, um Beth zu retten. Doch kaum sind die drei gegangen, rennt Calvin panisch davon. Kristen findet Beth lebend und alle rennen zu einem verlassenen Bauernhaus neben dem Feld, um sich dort in Sicherheit zu bringen. Irgendetwas versucht durch die Tür zu brechen und dir Gruppe hat Mühe es abzuwehren. Plötzlich wird Nikkis Körper mit durchschnittener Kehle über die Fensterbank geschleudert, bevor sie wieder herausgezogen wird.
Die verbleibenden Überlebenden verbarrikadieren das Bauernhaus. Bei dem Versuch zu einem Truck zu gelangen, um Hilfe zu holen, wird Calvin von einer Vogelscheuche angegriffen und getötet. Die Gruppe flieht in die Scheune, wo sie Tylers Leiche finden, die hier vom Dach hängt. Während sie einen Fluchtplan schmieden, hören sie plötzlich eine Polizeisirene und hoffen auf Rettung. Doch der Polizist wird getötet, nachdem er auf die Vogelscheuche geschossen hat. Als die Gruppe erneut angegriffen wird, findet Daevon den Tod.
Kristen, Harris, Eddie, Beth und Maria entkommen und versuchen, zurück in die Stadt zu fahren, als die Vogelscheuche erneut angreift und das Auto von der Straße drängt, das daraufhin gegen einen Baum prallt. Eddie wird tödlich verwundet, als er sich opfert, damit die anderen entkommen können, indem er das aus dem Auto austretende Gas entzündet. Die Gruppe trifft sich mit Kristen und Aaron und brechen in ein Bauernhaus ein, um sich in Sicherheit zu bringen. Sie erklären dem Bauern, was passiert ist und er berichtet, dass die Vogelscheuche vor Jahren begraben wurde, um sie daran zu hindern, Kristens Familie aus Rache zu töten.
Harris, Kristen und Maria beschließen, mit einem Traktor zu fliehen, doch ehe es dazu kommt, erfolgt ein erneuter Angriff und Beth wird von der Vogelscheuche getötet. Als Nächstes greift sie Maria an, doch können die verbliebenen drei in den Wald entkommen. Kristen zwingt Aaron und Maria, sich von ihr zu trennen, da sie weiß, dass die Vogelscheuche ihr folgen wird. Sie zieht sich auf die Farm zurück, wo sie sich selbst eine Wunde zufügt und das Blut am Vieh abwischt, um die Vogelscheuche abzulenken. Es scheint zu funktionieren und sie kehrt zu Aaron und Maria zurück. Kaum dass sich die Gruppe wieder vereint, tötet die Vogelscheuche Maria und verletzt Harris.
Als der Tag anbricht, machen sich Harris und Kristen auf den Weg zu einem Bootsfriedhof, um ein Rettungsboot zu finden, mit dem sie entkommen können. Sie finden einen Arbeiter mit abgerissenem Gesicht und werden schnell mit der Vogelscheuche konfrontiert, die Harris packt und ins Wasser stößt. Kristen versucht Harris zu helfen, aber die Vogelscheuche schlägt ihm durch die Brust und tötet ihn.
Kristen bewaffnet sich mit einer Axt und lockt die Vogelscheuche ins Innere eines der Schiffe, wo sie es in Brand setzt, sodass das Boot explodiert und die Vogelscheuche schließlich ein für alle Mal tötet.

## Hintergrund
Der Film erschien in den USA am 5. Oktober 2013 auf dem Sender Syfy. Leitender Verleiher ist die Universum Studio.
In Deutschland erschien er 2015 als „Direct-to-Video“ auf DVD und Blu-ray.

## Kritik
filmdienst.de. schrieb: „Um bei seiner Ex-Geliebten zu punkten, legt ein Lehrer einigen aufsässigen Zöglingen auf, Arbeiten auf deren Farm durchzuführen. Dabei erfahren sie von einem Fluch, der auf dem Farmland liegt und sich in Gestalt einer mörderischen Vogelscheuche manifestiert, die alsbald Jagd auf die Gruppe macht. Konventioneller Beitrag zum Subgenre des Horrorfilms, zugeschnitten auf die brutalen Attacken der Vogelscheuche. Ein ödes Dutzendprodukt ohne jeden inszenatorischen Ehrgeiz.“
moviepilot.de spottete: „Das Grauen endet nie! Doch, Gott sei Dank nach 82 Minuten. Schlechtes Drehbuch, schlechte Schauspieler, schlechte Sync. Der Film wirkt wie ein Projekt der Video AG der 10 Klasse! Das Grauen endete für mich bereits nach 25 Minute, durch drücken des AUS Knopfes der Fernbedienung!“ Ein anderer Zuschauer meinte: „‚Scarecrow‘ hätte grundsätzlich eine höhere Wertung erreichen können, verspielt aber einige Punkte durch die vollkommen standardisierte Storyline, die unsägliche Dummheit der Figuren und den Fehler, die Gefahrenquelle viel zu oft und zu explizit zu zeigen. Dadurch geht der wohl wichtigste Faktor für Horrorfilme größtenteils verloren: die Unsicherheit, mit was man es hier denn eigentlich zu tun hat. Die größte Angst des Menschen ist immer das Unbekannte - und das wird hier nicht ausgenutzt, im Gegenteil.“